# Untitled Unmastered
Albums de Kendrick Lamar
To Pimp a Butterfly
(2015) DAMN.
(2017)
Untitled Unmastered (stylisé en untitled unmastered.) est une compilation de Kendrick Lamar, sorti le 4 mars 2016 sous les labels Top Dawg, Aftermath et Interscope. Il s'agit d'une collection de démos inédites issues des sessions d’enregistrement de To Pimp a Butterfly, qui poursuit l'exploration de thèmes politiques et philosophiques, ainsi que l'expérimentation des styles free jazz, soul, avant-garde et funk. La compilation a été largement saluée par la critique et a fait ses débuts sur le Billboard 200 américain.

## Contexte et sortie

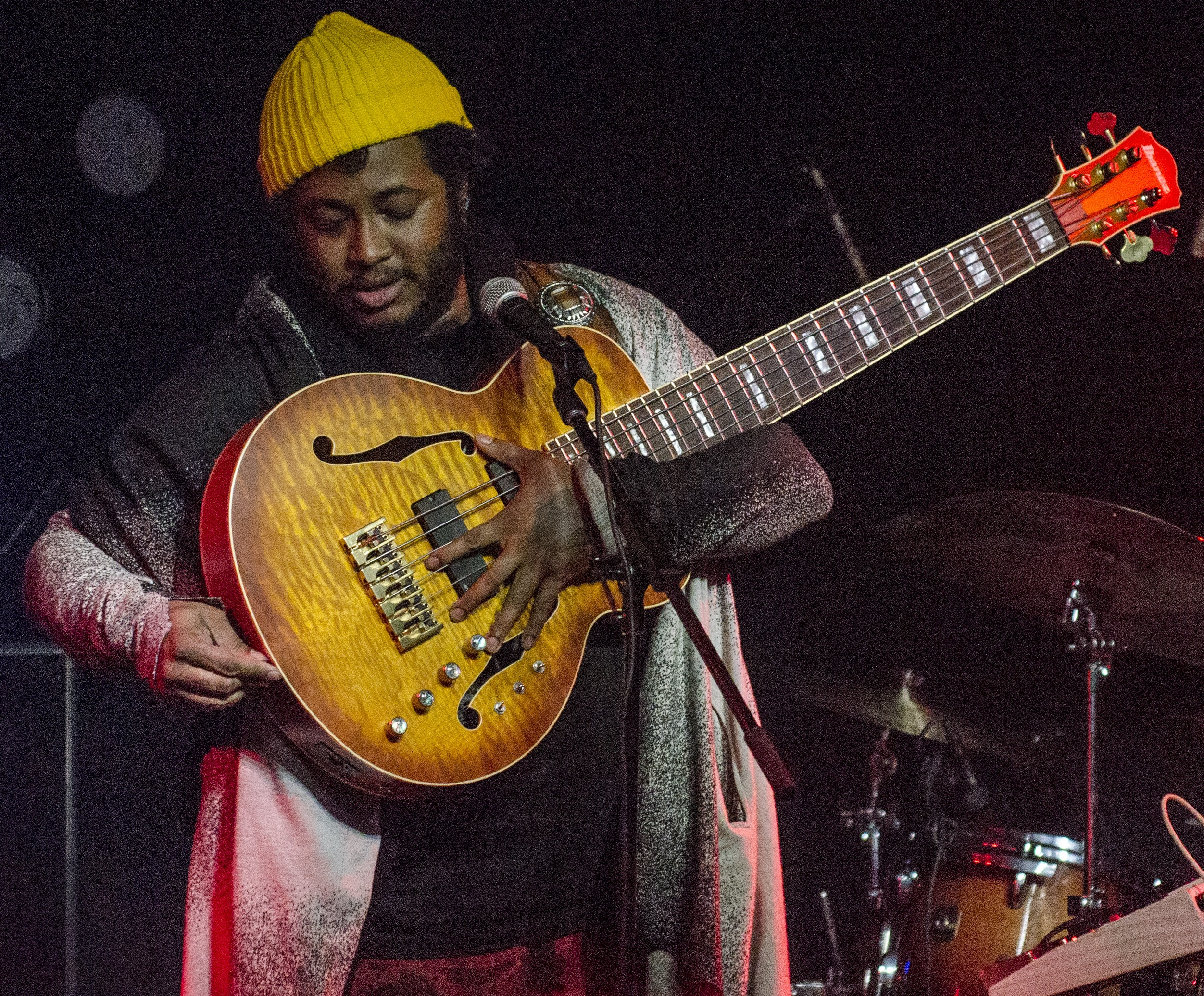
Thundercat, qui apparaît sur six titres de l'album, ne connaissait Untitled Unmastered qu'un jour avant sa sortie.

En décembre 2014, alors qu'il préparait la sortie de son second album To Pimp a Butterfly (2015), Lamar a interprété un titre inédit et sans titre en tant qu'invité musical chez The Colbert Report. En janvier 2016, il a interprété une autre chanson sans titre sur The Tonight Show avec Jimmy Fallon. Après sa prestation aux Grammy Awards en 2016, qui incluait certains aspects d'un nouveau titre, Lamar a révélé une collection de morceaux qui n'ont pas été retenu pour To Pimp a Butterfly.
À la suite d'allusions à une nouvelle sortie du label de Lamar, Top Dawg Entertainment, et prétendument aidée par la demande publique du joueur de la NBA LeBron James au chef deTDE Anthony Tiffith que les morceaux sans titres de Lamar soit publié. Untitled Unmastered est apparu pour la première fois sur Spotify le 4 mars 2016 contenant huit titres sans titre mais sans date de sortie apparente,. Le projet a été officiellement lancé sur l'iTunes Store plus tard dans la journée. Il dure 34 minutes et comporte huit titres sans titre, chacun daté. Ces dates indiquent que les chansons ont été écrites et enregistrées à différents moments entre 2013 et 2016. Plus tard dans la journée, Lamar a confirmé que les morceaux étaient des démos inachevées de To Pimp a Butterfly. Dans une interview avec Spin, la chanteuse Anna Wise, tout en se remémorant les démos qui apparaissent sur Untitled Unmastered, affirme qu'elle connaissait l'existence de l'album depuis un certain temps et qu'on lui a demandé de le garder secret jusqu'à sa sortie. Untitled Unmastered a été distribué aux détaillants numériques et aux services de diffusion en continu le 4 mars. La sortie du CD physique de son édition explicite a suivi le 11 mars et une version révisée a été publiée le 18 mars. Le 23 mars 2016, Untitled 07|Levitate est sorti séparément sur iTunes Store en tant que single solo.

## Enregistrement et production
Les chansons interprétées lors des apparitions de Lamar sur The Colbert Report (untitled 03|05.28.2013., plus une nouvelle coda), The Tonight Show (untitled 08|09.06.2014. en plus de la fin de untitled 02|06.23.2014.) et à la fin des Grammy 2016 (partie de son premier couplet de untitled 05|09.21.2014) sont toutes incluses sur Unmastered Utitled. La performance du Tonight Show était auparavant connue sous le nom de Untitled 2. Auparavant, une partie du couplet du titre Untitled 08 de Lamar avait été utilisée pour des remixes de Ain't That Funkin Kinda Hard on You de Funkadelic. Swizz Beatz a dit que son fils Egypt, âgé de 5 ans, et celui d'Alicia Keys a produit Untitled 07 et a une part de contribution dans les productions de Untitled 01 et Untitled 02 à travers des samples sans crédit. Le producteur de TDE Sounwave a confirmé sur Twitter que Egypt a produit la seconde moitié du titre. Untitled 06|06.30.2014 compte des voix non créditées du chanteur américain CeeLo Green. Le morceau a été produit par Adrian Younge et Ali Shaheed Muhammad de A Tribe Called Quest. Fuse TV a décrit les titres de l'album : "ils n'ont pas de titres officiels, ont des imperfections fascinantes, et représentent Kendrick dans sa forme la plus brute tout en donnant un aperçu de son développement créatif au cours des trois ou quatre dernières années." Selon une interview accordée à Complex, Sounwave mentionne que Kendrick Lamar a choisi de ne pas maîtriser les morceaux de Untitled Unmastered, parce que Lamar "voulait se sentir authentique à 100 %." Comparant le caractère inhabituel de la présentation de l'album à celle de The Life of Pablo de Kanye West (2016), Christopher Hooton de The Independent a écrit : "Je ne pense pas que nous devrions considérer cet album comme un album de Kendrick Lamar de la même manière que Good Kid, M.A.A.D City, TPAB etc, mais c'est définitivement plus formel et considéré comme une mixtape (...) l'ensemble est toujours cohérent."

## Musique et paroles

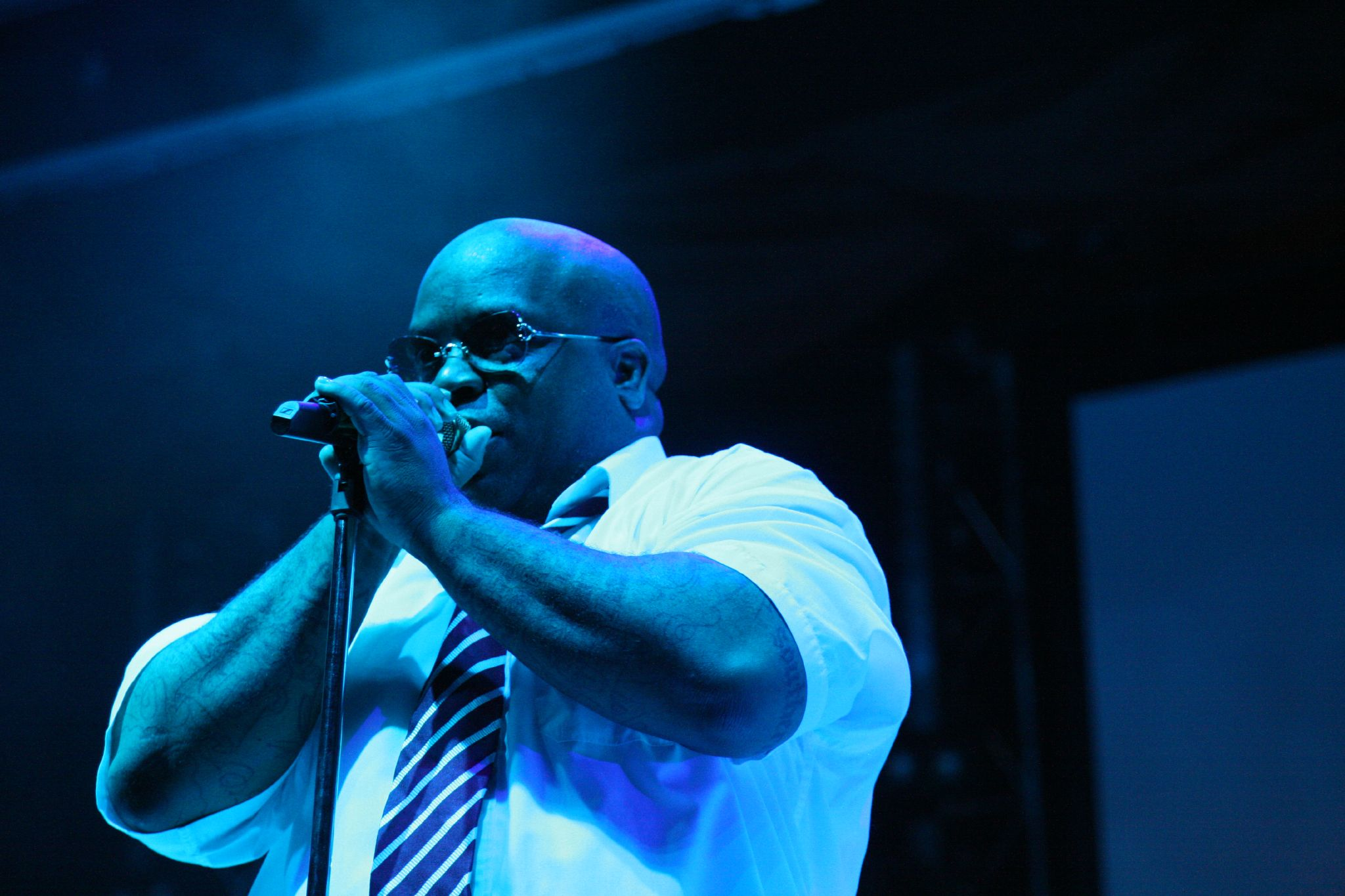
Le chant de CeeLo Green sur Untitled 06 a été enregistré pendant la production de To Pimp a Butterfly. Le morceau a été terminé sans son implication, car Green affirme que son rôle n'a jamais été d'être présent sur l'intégralité du morceau.

The Boston Globe a qualifié Untitled Unmastered de "retournant les auditeurs directement dans un réseau de conflits internes et de commentaires sociaux imbibés de jazz et de funk", tandis que The Guardian a décrit l'album comme "rempli du free jazz, du funk, des paroles politiquement chargées et des sons expérimentaux qui font de To Pimp a Butterfly un classique si instantané". Tiny Mix Tapes a décrit la musique de l'album comme étant "à la fois ambient et thrash, mélodique et rayonnante, avec des morceaux comme Untitled 02 et Untitled 07 qui montrent pleinement les flux vertigineux de Lamar et son oreille attentive pour une production rap excitante, mélodieuse et de niveau supérieur". Le Chicago Tribune a également observé "la soul, le spoken word et la musique d'avant-garde qui imprégnaient To Pimp a Butterfly", notant que "les morceaux privilégient autant les basses droites, les tambours "skittés" que les boucles et les samples [...] Lamar a recours à deux nombreux vocalistes, comme SZA et CeeLo Green pour augmenter ses rimes denses et dures comme du diamant." Sur le plan lyrique, le disque approfondit l'exploration par Lamar d'idées psychologiques et politiques, avec des références à la spiritualité et à la race tout au long du disque. Drowned in Sound a également souligné l'interaction thématique entre la sexualité et l'oppression présente dans Untitled Unmastered.
Untitled 01 a été décrit par NME comme une "ouverture apocalyptique sans honte", tandis que The Guardian l'a décrit comme "d'une manière vivante et cinématographique, ses descriptions des tours qui s'effondrent, des océans qui se dessèchent et des violeurs qui fuient - ainsi que sa promesse de mettre un terme aux guerres, la discrimination et la superficialité - capturent à égalité terreur et justice". Tiny Mix Tapes caractérise le titre comme "une odyssée hallucinatoire à travers le psychisme d'un jeune homme en conflit", avec une production qui "complète parfaitement la sombre narration de Lamar, la basse sonnant souvent comme si elle jaillissait de dessous le rythme enivrant". Le morceau suivant, Untitled 02, a été caractérisé par NME comme "un morceau qui frappe au menton sur la foi, les dons de Dieu et l'indulgence matérielle ostentatoire de ses pairs, qui incorpore "de faibles grains de saxophone et des synthés qui claquent". Sur Untitled 03, Lamar poursuit un "concept flou de l'afrofuturisme (...) qu'il confronte brièvement aux philosophies orientales et à la vie contemporaine dans les centres-villes." Le titre présente "la vision utopique (...) ostensiblement basée sur l'identité noire [avec] la possibilité d'une société dystopique beaucoup plus sombre". Untitled 04, le titre le plus court de l'album, est rempli de chuchotements fiévreux, avec un message pro-éducatif et stimulant.
Untitled 05 comporte un grand nombre de percussions et de saxophones à charleston, un piano glissando de Robert Glasper, une voix d'Anna Wise et des raps de Jay Rock et de Punch, manager de TDE. Le morceau traite du traitement des minorités aux États-Unis et des attentes à leur égard/ La prestation de Lamar aux Grammy Awards 2016 l'a vu rimer avec "Omari's Mood" d'Iman Omari, chanteur-producteur de Los Angeles ; ce beat, sous une forme légèrement modifiée, est à la base de Untitled 05. Untitled 06 a un groove bossa nova et jazz-funk lisse, marqué par le xylophone et la flûte, et un chœur luxuriant de Cee-Lo. Sur le morceau, Lamar semble s'adresser à une fille qu'il essaie d'impressionner, mais certaines lignes semblent lui montrer des doutes sur lui-même. "Pimp pimp... Hooray!" - également la dernière ligne de l'album - fait son retour sur Untitled 07, une chanson en trois parties de 8 minutes, qui glisse facilement d'un appel à "léviter", influencé par la trap. Musicalement, les critiques ont comparé Untitled 08 (officieusement connu sous le nom de Blue Faces), avec King Kunta, pour ses basses synthétisées à pompage hydraulique et le son oblique de Lamar. La chanson contrebalance les sentiments de futilité et de désespoir par de l'optimisme, suggérant qu'il y a peut-être de l'espoir après tout.

## Sortie et accueil
Untitled Unmastered a été largement acclamé par la critique. Sur Metacritic l'album a reçu une note moyenne de 86, basée sur 31 critiques. Écrivant pour Tiny Mix Tapes, Brooklyn Russell a déclaré que "qu'elles soient rythmiquement animées ou méditatives, ces huit démos des sessions de To Pimp a Butterfly, inédites jusqu'alors, sont empreintes des visions et des ambitions artistiques encore étonnantes de Lamar ". Greg Kot, du Chicago Tribune, a écrit que ses chansons "luttent ouvertement contre les questions de race et de racisme, d'identité et d'estime de soi, le désir de posséder le monde ou de le détruire. Nous sommes tous des travaux en cours, suggère-t-il, instables, volatils, en constante évolution. Pourquoi une collection de chansons devrait-elle être différente ?"
Kellan Miller, écrivant pour Drowned in Sound, a observé que "l'envie expérimentale de Kendrick est constamment en mouvement. Il passe la totalité du disque à fusionner des parties apparemment disparates et à flotter entre des bribes d'idées", affirmant finalement que "l'attrait du natif de Compton peut être épissé en catégories illimitées, mais la conclusion est toujours l'éclat indompté, presque psychotique de son art". Dans le Boston Globe, Julian Benbow a noté : "D'une certaine façon, c'est aussi bien tissé que son travail qui a remporté un Grammy, même si aucun de ces morceaux ne correspond au récit méticuleux de cet album." Dans NME, Larry Bartleet estime qu'"il y a peu de messages inconnus et tout cela est dense et réfléchi, mais jamais exagéré ou explicitement en colère. Ce qui émerge vraiment, c'est la vision nuancée du monde de Kendrick." Will Hermès de Rolling Stone a conclu sa critique en écrivant "il y a de l'éclat même dans les rejets (morceaux qu'il n'a finalement pas retenu pour TPAB) de Lamar, et une intimité ici qui en fait plus qu'un simple cadeau pour ses fans affamés ".
Untitled Unmastered a fait ses débuts en première position sur l'US Billboard 200, avant 178 000 unités vendus pour la semaine se terminant le 10 mars 2016. 142 000 proviennent des ventes d'albums physiques. En moins d'un an, Lamar sort un deuxième projet, qui lui permet de se hisser en tête des charts. Au 30 avril 2016, la compilation s'était vendu à 205 000 exemplaires aux États-Unis,.
| untitled unmastered. | untitled unmastered.      | untitled unmastered. | untitled unmastered.                                         | untitled unmastered. | untitled unmastered. | untitled unmastered. | untitled unmastered. | untitled unmastered. | untitled unmastered. |
| No                   | Titre                     | Auteur               | Producteur(s)                                                | Durée                |                      |                      |                      |                      |                      |
| -------------------- | ------------------------- | -------------------- | ------------------------------------------------------------ | -------------------- | -------------------- | -------------------- | -------------------- | -------------------- | -------------------- |
| 1.                   | untitled 01 l 08.19.2014. | Kendrick Duckworth   | DJ Spinz, Hit-Boy                                            |                      |                      |                      |                      |                      |                      |
| 2.                   | untitled 02 l 06.23.2014. | Duckworth            | Cardo, Yung Exclusive                                        |                      |                      |                      |                      |                      |                      |
| 3.                   | untitled 03 l 05.28.2013. | Duckworth            | Astronote                                                    |                      |                      |                      |                      |                      |                      |
| 4.                   | untitled 04 l 08.14.2014. | Duckworth            | Nard & B, Bizness Boi                                        |                      |                      |                      |                      |                      |                      |
| 5.                   | untitled 05 l 09.21.2014. | Duckworth            | Nard & B                                                     |                      |                      |                      |                      |                      |                      |
| 6.                   | untitled 06 l 06.30.2014. | Duckworth            | Adrian Younge                                                |                      |                      |                      |                      |                      |                      |
| 7.                   | untitled 07 l 2014-2016   | Duckworth            | Egypt Daoud, Swizz Beatz, Cardo, Yung Exclusive, Frank Dukes |                      |                      |                      |                      |                      |                      |
| 8.                   | untitled 08 l 09.06.2014. | Duckworth            | DJ Khalil                                                    |                      |                      |                      |                      |                      |                      |
| 34:09                |                           |                      |                                                              |                      |                      |                      |                      |                      |                      |